# Mirinae
Mirinae – podrodzina pluskwiaków różnoskrzydłych z rodziny tasznikowatych (Miridae). Należy do niej ponad 4000 gatunków, co czyni ja najliczniejsza podrodzina w obrębie Miridae.